# Hotflush Recordings
Hotflush Recordings — лондонский независимый лейбл звукозаписи, специализирующийся на брейк- и дабстепе, где является одним из лидеров. Основан в 2003 году диджеями Элом Сидом (El Sid) и Полом Роузом (Paul Rose), который также известен под именем Scuba в роли продюсера. В 2005 году был запущен дочерний лейбл Scuba, ориентированный строго на «дабовое» звучание, в то время как звучание основного лейбла варьируется.
Изначально же Hotflush стартовал как промогруппа ещё в 1999 году, но промоутерская деятельность была остановлена с открытием звукозаписывающего лейбла. Тем не менее, с июня 2006 года Hotflush возобновили организацию вечеринок.
На лейбле выпускаются: Boxcutter, Distance, Qualifide, Scuba, Search & Destroy, Slaughter Mob, Toasty и другие.